# 水穹頂
水穹頂（英語：AquaDom）位於德國柏林的柏林海洋世界（Sea Life Berlin），是世界最大圓柱水族箱，其內置透明電梯。
該設施位於柏林米特卡爾·李卜克內西大街的的一間著名購物商場及柏林丽笙酒店大廳內 ，該建築群還包含辦公室、博物館、餐廳和柏林海洋生物中心水族館。2022年12月16日，水穹頂發生破裂，缸体的水全部泄漏，從而導致水族箱內的魚蝦貝類全數死亡。

## 沿革
水穹頂於2003年12月2日開放。共耗資約1280萬歐元 。圓柱體的結構由美國公司國際概念管理生產，雷諾聚合物技術（Reynolds Polymer Technology）公司協助建造，建築圖紙由謝爾蓋·卓班繪製。儘管該水族箱與另一座水族館海上生活位於同一棟建築內，然而水穹頂則是由另一家公司聯投置業擁有，並負責維持營運等運作。
水穹頂由41塊丙烯酸玻璃板所構成，26塊板用於外筒，15塊板用於內筒，並在現場工程中直接黏合在一起，自開放參觀後，水穹頂因成為世界上最大的圓柱形水族館而獲得吉尼斯世界紀錄。

## 結構
在完工後，水穹頂成為世界上最大（按體積統計）的丙烯酸玻璃圓柱形水族箱，該結構的直徑約11公尺（36英尺），高度約16公尺（52 英尺），其結構設置於位於9公尺（30英尺）高的地基上. 結構體內注滿約100萬升（260,000美製加侖）的海水，裡面共飼養了約100多種，總計1,500條熱帶魚。為了餵養這些魚，管理單位每天需要使用8公斤（18磅）的糧食資源以供應魚類。水族箱的餵食和清潔工作，則在每天由一組潛水員進行。
2020年，水穹頂進行了翻新升級，將水箱內的水全部排出以對箱內維修，魚類則暫時轉移到地下室的養殖設施。

## 破裂
2022年12月16日凌晨5點45分，水穹頂發生爆裂事件，在玻璃箱爆裂後，總計約有100萬升水湧入酒店內部和周圍街道區域，其洪水沖毀了附近的幾家企業及相關設施，包括位於同條街道的東德博物館、華侖婷巧克力專賣店，其威力足以被當地的地震儀檢測到。事件結束後，酒店內部受到全面性的毀壞。柏林政府隨即派出大規模部署的救援人員。並護送現場附近受到波及而受傷的兩名人員送往醫院，根據當地官員和媒體指出，如果坍塌發生在當天晚些時候，可能會導致更多傷亡。 
位於水穹頂棲息的1,500條魚中，絕大多數個體在該場事件中死亡。目前相關人員正在努力營救另外約400到500條住在大堂下方水族館及地下室養殖設施的小魚。

## 調查
在進行事故調查之前，金屬疲勞被認為是一個可能導致意外的原因，當地氣候產生巨大的溫差（柏林的夜間溫度為-9°C，而水溫為26°C）從而對結構材料有著風險。
2023 年 10 月 24 日，在專家報告未能最終確定破裂原因後，檢察官結束了對破裂的調查。

## 圖片

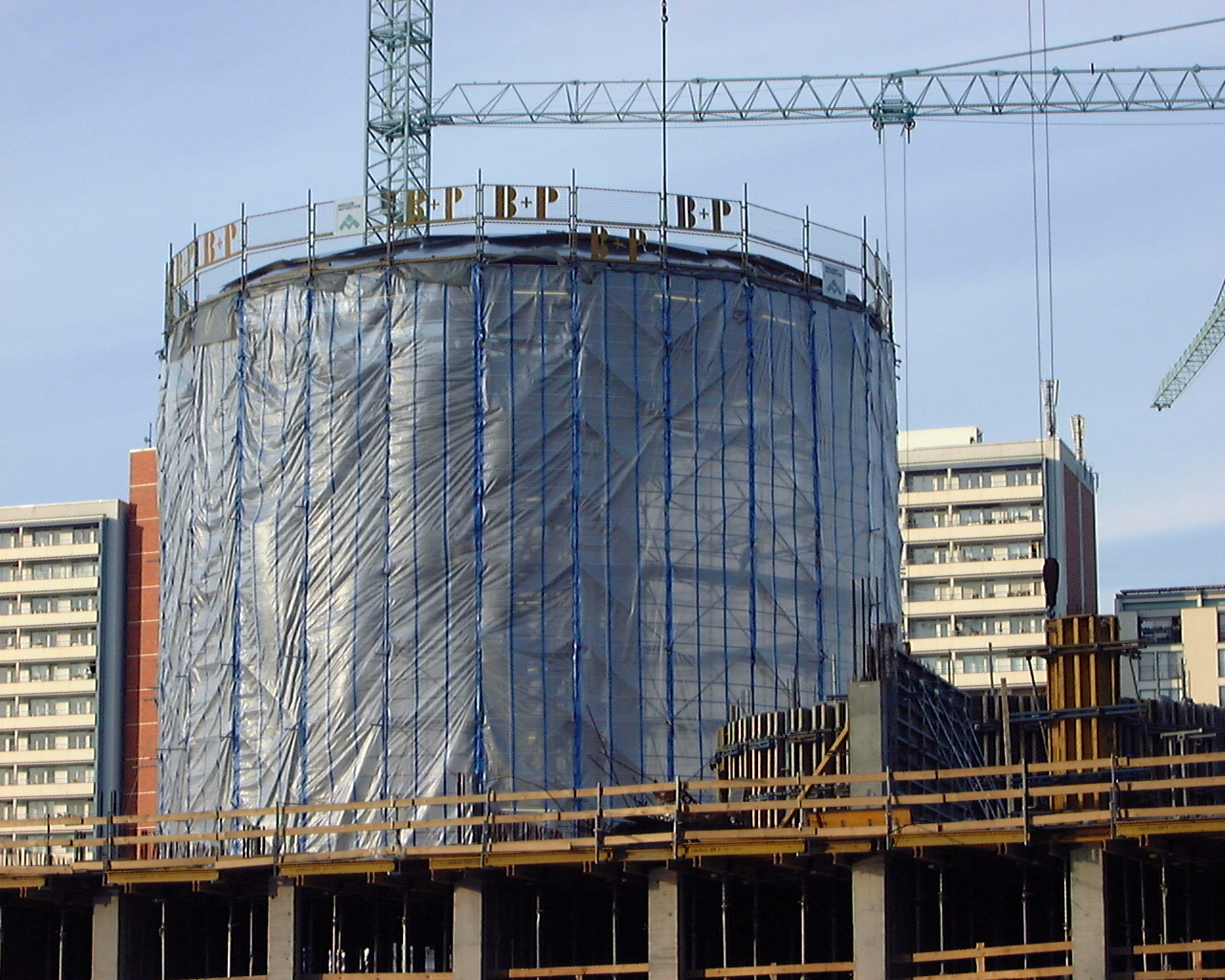
仍在興建的水穹頂（2002年6月）
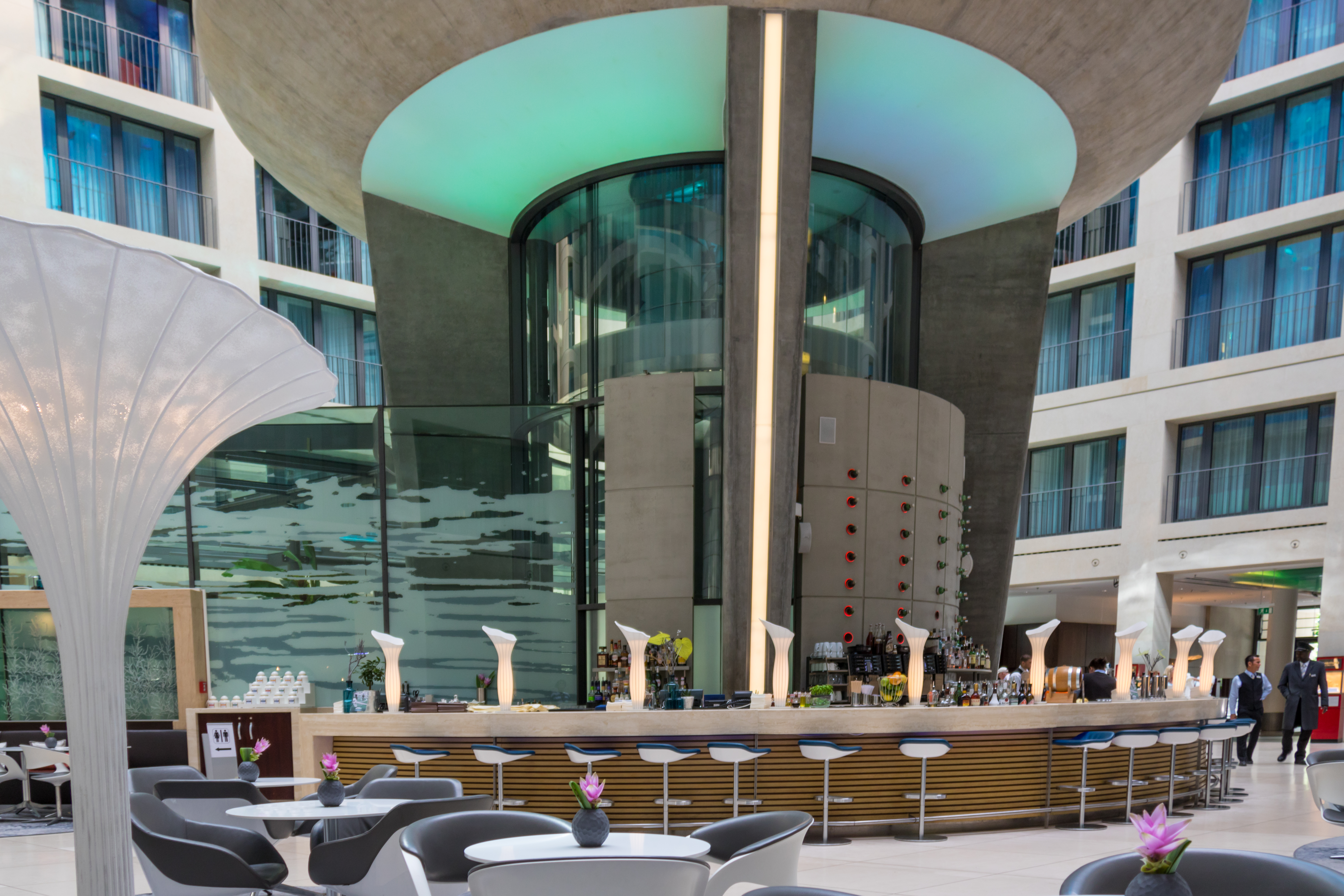
底部為酒吧
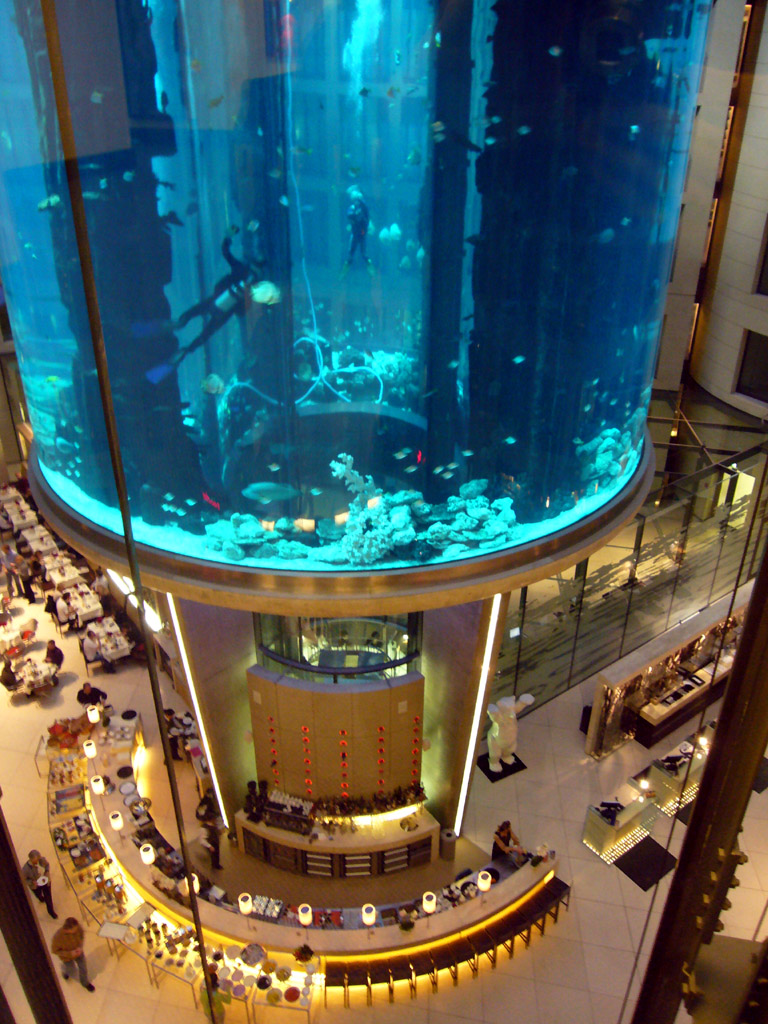
水穹頂的底部景觀
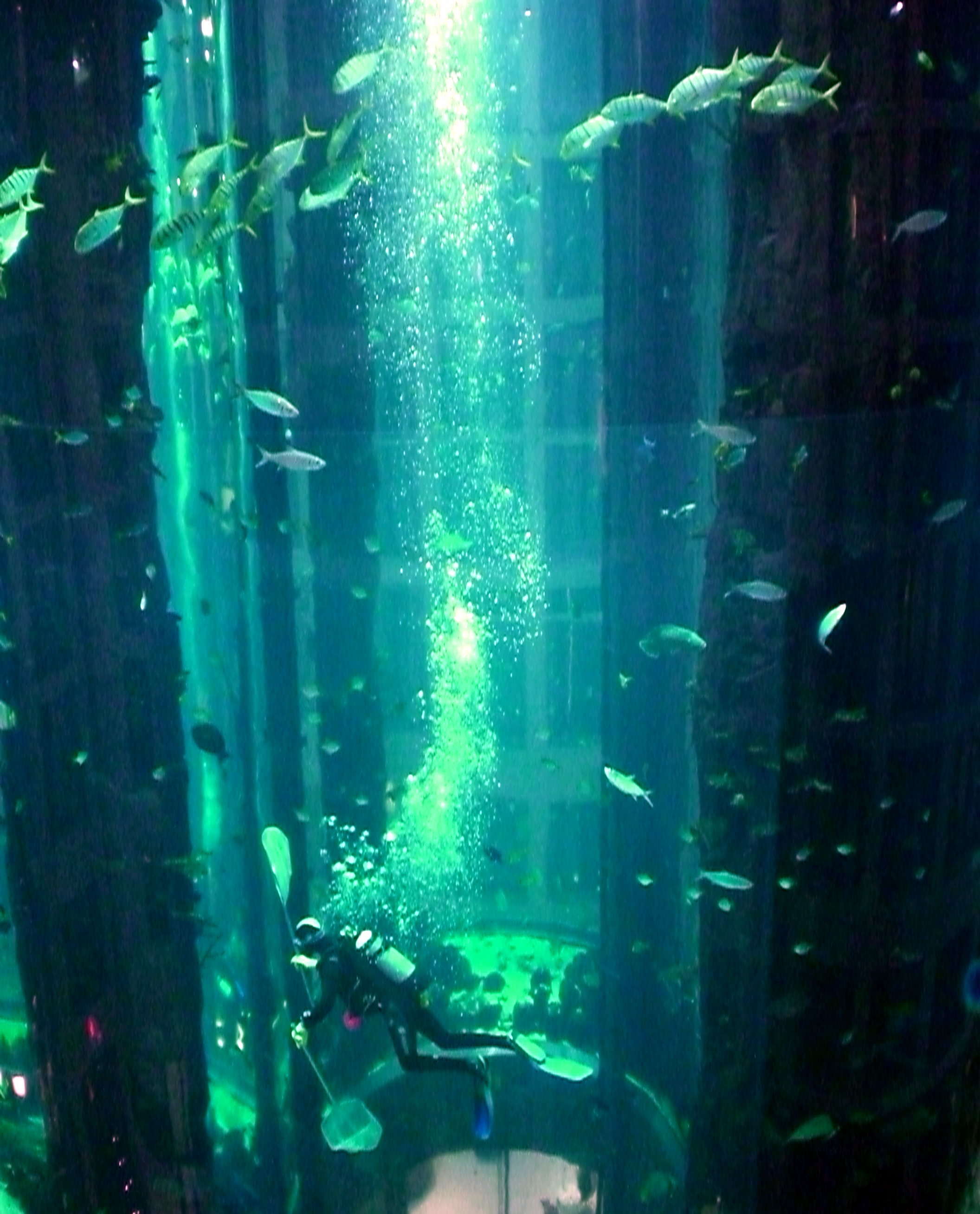
在水穹頂內部工作的潛水員

## 另見
- 批判性重建

## 註解
1. ↑  雖然進入Sea Life Berlin的門票包含參觀AquaDom，但Sea Life Berlin並不擁有AquaDom。[1]

## 外部連結
- 维基共享资源上的相關多媒體資源：水穹頂
- CityQuartier "DomAquarée" （页面存档备份，存于）